# Lédignan
Lédignan es una comuna francesa situada en el departamento de Gard, en la región de Occitania.

## Demografía
| 770 | 752 | 812 | 815 | 850 | 995 | 1481 |
| Para los censos de 1962 a 1999 la población legal corresponde a la población sin duplicidades (Fuente: INSEE [Consultar]) |     |     |     |     |     |      |